# Ост-Гелре
Ост-Гелре (нід. Oost Gelre) — муніципалітет у Нідерландах, у провінції Гелдерланд, на кордоні з Німеччиною. Утворений  1 січня 2005 року злиттям колишніх муніципалітетів Грунло і Ліхтенворде.

## Населені пункти муніципалітету
Міста
- Грунло
- Ліхтенворде

Села
- Врагендер
- Гарревелд
- Зіевент
- Лівелде
- Маріенвелде

Селища
- Ефселе
- Зволле

## Топографія
Нідерландська топографічна карта муніципалітету Ост-Гелре, червень 2015 року

## Визначні мешканці
- Сандер Боскер (нар. 1970 у Ліхтенворде) — футбольний голкіпер

## Галерея

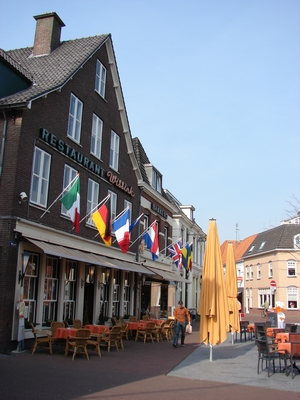
Ринок у Грунло
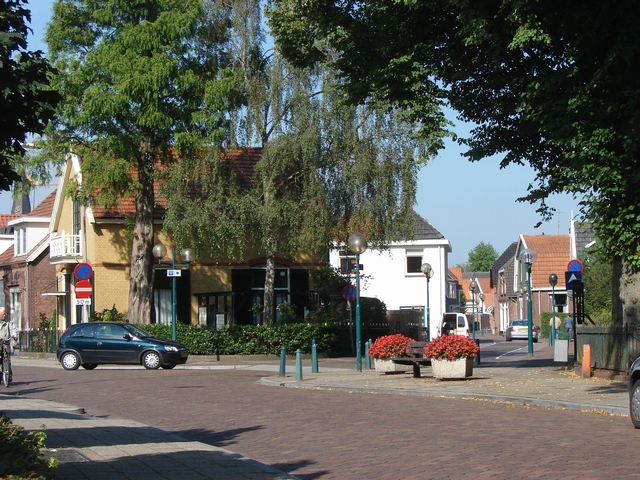
Ліхтенворде
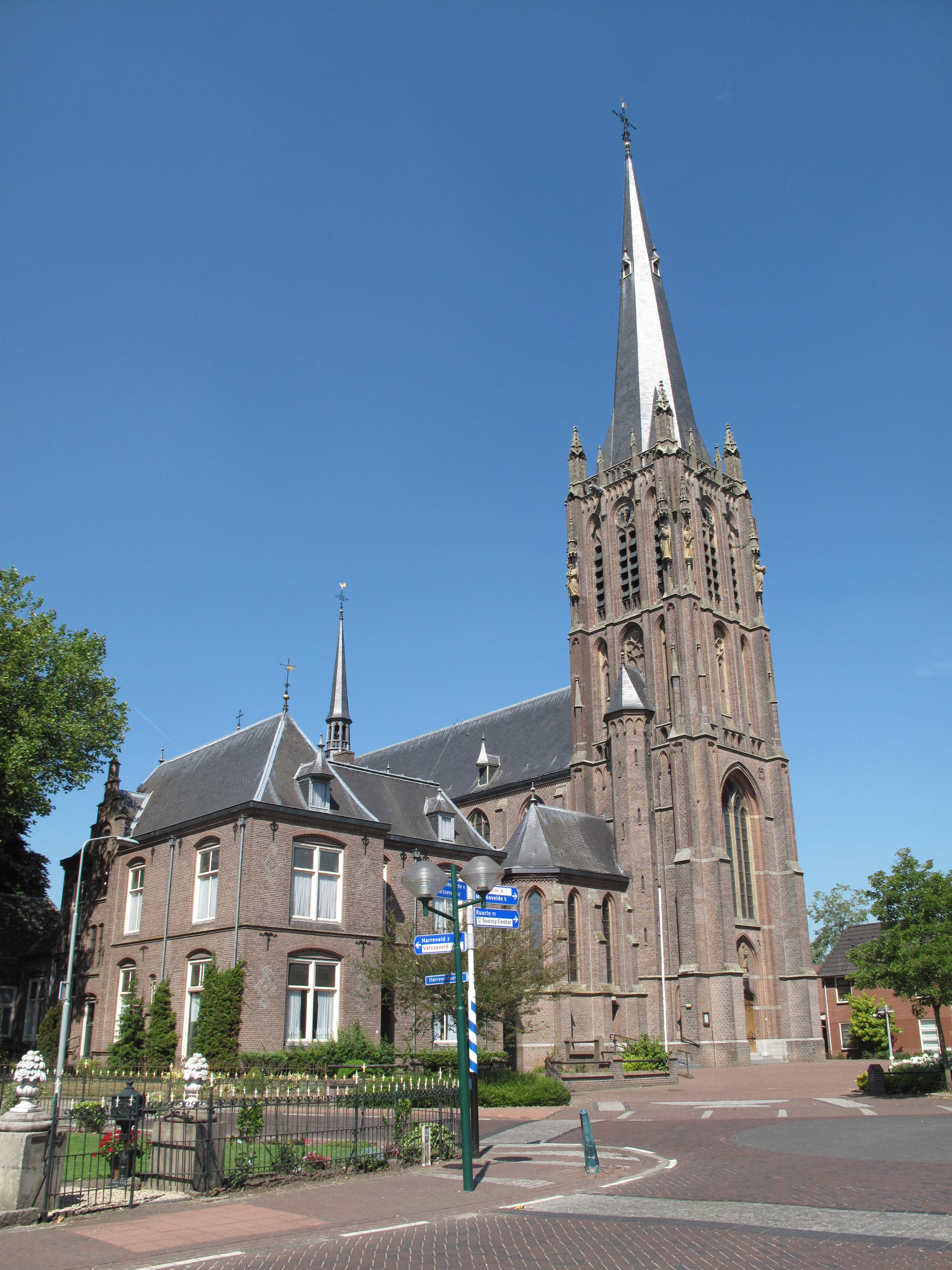
Церква в Зіевенті
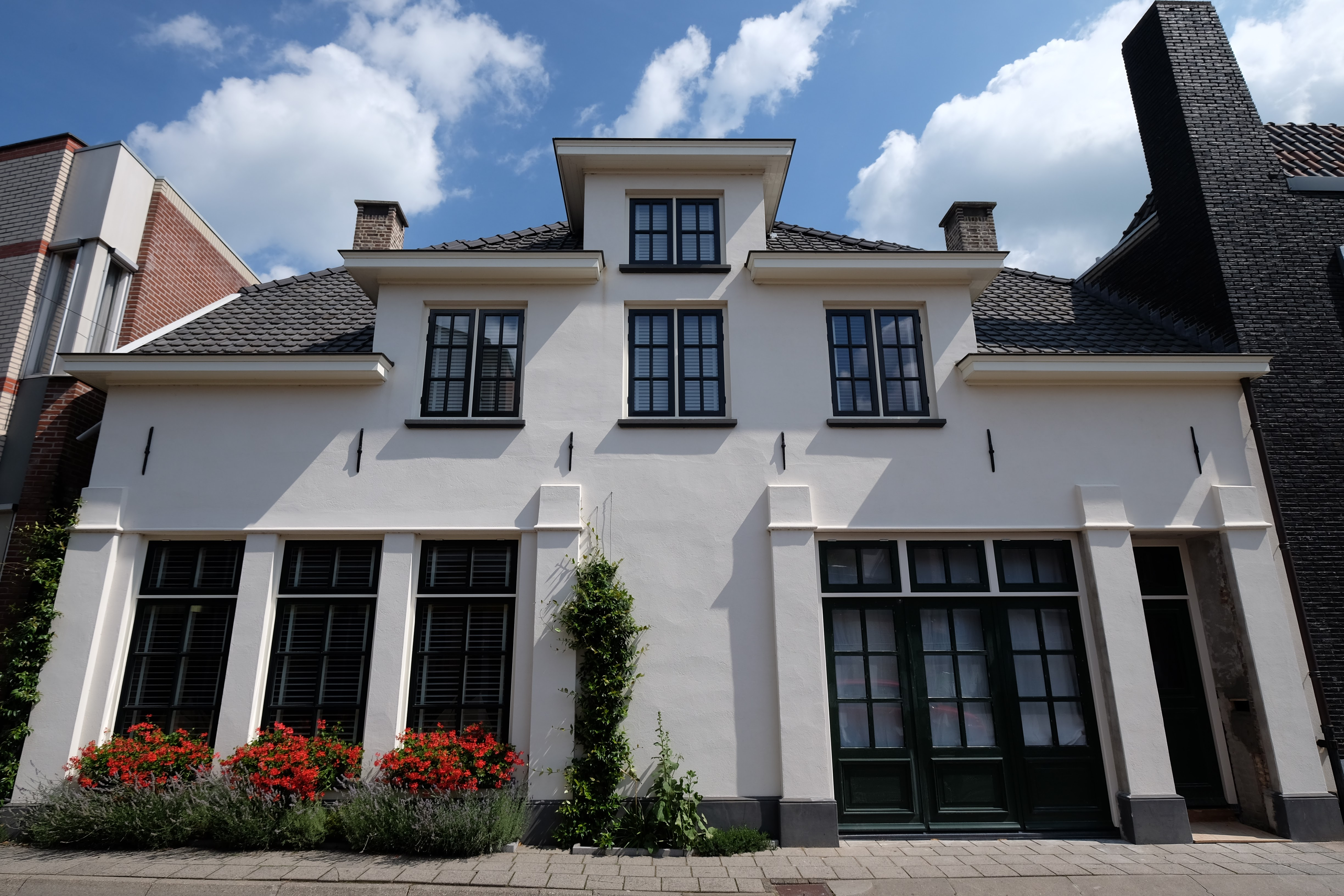
Грунло
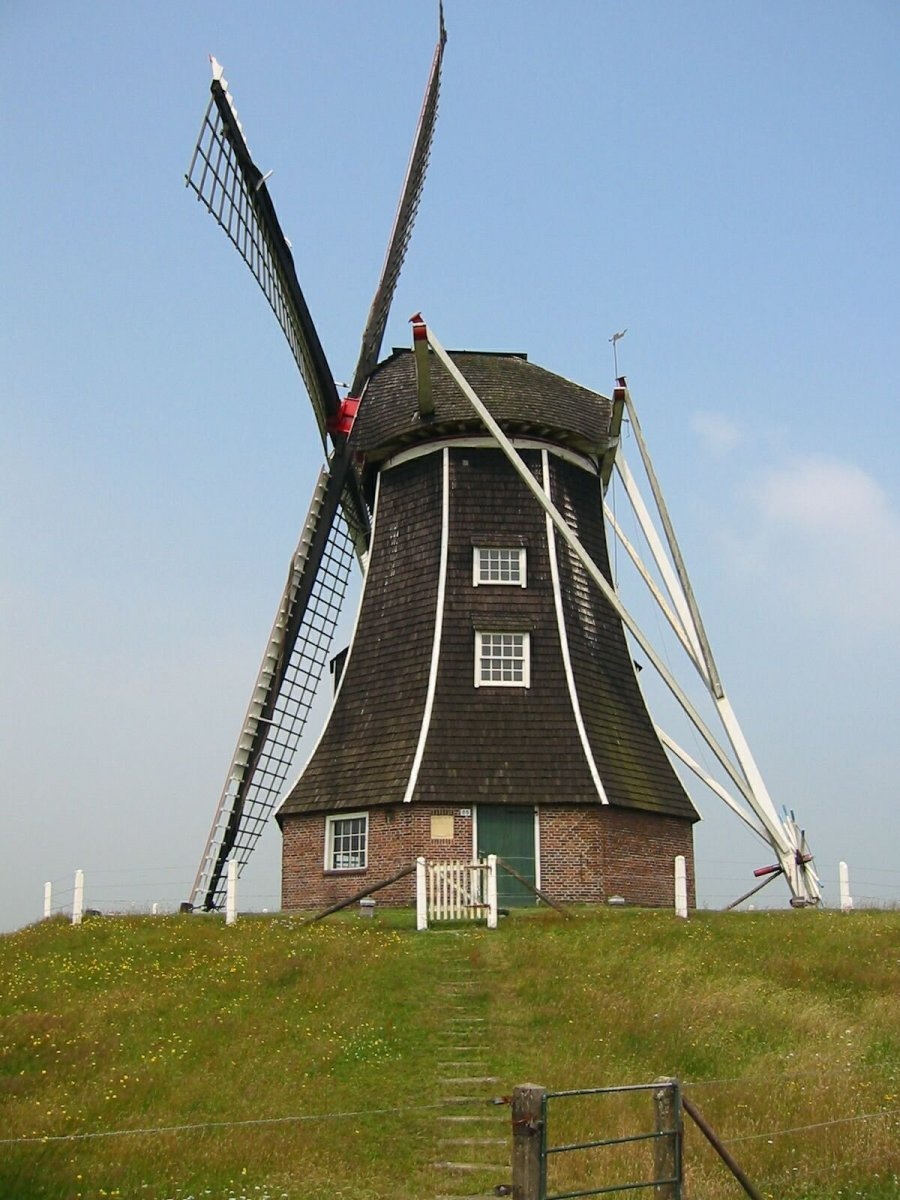
Вітряк